# 석남사 (울주군)
석남사(石南寺)는 울산광역시 울주군에 위치한 사찰로, 대한불교 조계종 제15교구 본사인 통도사의 말사이다. 가지산의 아래에 있으며, 비구니의 수도처로서 유명하다.

## 역사
석남사의 창건에 대해서는 2가지의 학설이 있다. 전통적으로 전해져 내려왔던 학설은 도의국사 창건설이다. 이 설은 824년 신라 헌덕왕 때에, 한반도에 최초로 선불교를 들여온 도의국사(道義國師)가 석남사를 창건되었다고 본다. 그러나 당시 도의국사가 중국으로부터 도입한 선종 사상은 당시 신라의 종교문화적 배경에서는 지나치게 혁신적이었기 때문에, 선종은 포교초기 신라 사회에서 사찰을 창건할만큼 널리 받아들여지지 못하였다고 알려져 있다. 또한 도의국사의 제자인 염거화상이 한국 최초의 선불교 교단이자 석남사의 소속 종파이었던 가지산문을 일으킨 것이 859년이라는 점도, 도의국사 창건설을 비판하는 근거가 된다. 이러한 배경에 비추어 최근에는 석남사의 창건시기를 신라의 멸망 전후로 보고, 석남사의 창건이 신라가 고려를 항복하도록 설득하는 데에 일조하였던 승려 진공□운(眞空□運) 선사로 보는 학설이 제기되고 있다. 창건 이후 석남사는 가지산문의 거점 중 하나로서 중요한 역할을 담당했다.
임진왜란 때에 석남사는 전란 속에서 사찰 전체가 소실되었다. 이 때에 소실된 사찰을 1666년에 언양현감으로 있었던 강응(姜膺)이 주도하여 재건하였다고 전해진다. 이후에도 1791년에 극락전이 지어지고, 1803년에 대웅전을 중수하면서 탱화가 그려졌으며, 1912년에 한 차례 더 사찰이 중건되면서, 석남사는 거듭하여 규모를 키워왔다. 그러나 한국 전쟁 때에 전화에 휩싸이면서, 사찰에 있던 많은 건축물과 시설들이 다시 한 번 소실되었다.
현재의 사찰은 1957년 석남사에 주지로 부임한 비구니 승려, 인홍 노사(仁弘老師)에 의해 차근차근 재건되었다. 1958년 청화당에서 시작된 사찰시설의 재건과 개축은 대웅전, 극락전, 조사전 등으로 이어졌다. 1963년에는 사찰의 많은 시설들이 신축되면서 새롭게 갖추어지게 되었다. 이와 같은 재건 과정에서 비구니 수련을 위한 시설들이 갖추어지면서, 석남사는 대한민국 최대의 비구니의 수도처가 될 수 있었다.

## 문화재

### 승탑
석남사 승탑은 높이 3.53m에 이르는 팔각원당형으로 도의국사의 사리탑이라고 전하지만, 자세한 것은 알 수 없다. 1962년 5월에 해체 보수되었는데, 이때 기단 중단석 윗면 중앙에서 직사각형의 사리공이 확인되었다. 중대석에 있는 창모양의 안상 속에는 꽃무늬띠를 새겼다. 8판 연꽃대좌 위에 놓은 탑몸돌에는 신장이 새겨져 있다. 통일신라 말기 승탑 양식을 잘 갖추고 있는 뛰어난 작품이다. 1963년 1월 21일 대한민국의 보물 제369호로 지정되었다.

### 삼층석탑
석남사 삼층석탑은 극락전 앞에 자리하고 있으며, 그 높이는 2.5m이다. 원래 대웅전 앞에 있었으나, 1973년 현재의 위치로 옮겨 세웠다. 석남사 삼층석탑은 전체적인 체감비가 우수하고, 표현기법 등을 고려할 때 9세기 후기에 건립된 것으로 추정된다. 1972년 2월 12일 경상남도의 유형문화재 제22호로 지정되었다가, 1997년 10월 9일 울산광역시의 유형문화재 제5호로 재지정되었다.

### 수조
석남사 수조는 일반적인 사각형의 형태와는 다르게 사각의 각 모서리를 둥글게 처리한 모습이며, 규모가 매우 큰 편이다. 고려말·조선초에 만들었을 것으로 추측된다. 현재는 보호각을 세워 보존하고 있는데, 지금도 물을 담아 사용할 수 있을 만큼 보존 상태가 양호하다. 1997년 10월 9일 울산광역시의 문화재자료 제4호로 지정되었다.

## 같이 보기
- 통도사
- 가지산 (경상도)